# 안희제
안희제(安熙濟, 1885년 음력 8월 4일 ~ 1943년 8월 3일)는 대한민국의 독립 운동가이다. 본관은 탐진(耽津). 호는 백산(白山)이다.

## 생애
경상남도 의령군 출생이다. 어릴 때는 한학을 공부하다가 양정의숙을 졸업하고 동래군과 고향 의령에 학교를 설립하여 교육 사업에 몰두하면서 계몽 운동을 펼쳤다.
1909년 윤세복, 서상일, 남형우 등과 함께 대동청년당 조직에 가담하였고, 이듬해 한일 병합 조약이 체결되자 만주로 1차 망명한 뒤 독립 운동에 본격적으로 나서게 되었다. 그러나 이후 독립 운동을 위해서는 자금을 모집하는 것이 중요하다고 생각한 그는 귀국한 후 1914년 부산에 백산상회를 설립하여 실업가로서 독립 운동을 재정적으로 지원했다.
1919년 3·1 운동 발생 이후 의령에서 기미독립선언서를 배포하였고, 상하이에 대한민국 임시정부가 설립되자 백산무역주식회사를 통해 임시정부에 자금을 조달했다. 이외에도 장학회인 기미육영회(己未育英會)를 설립하여 인재를 양성하기도 하였으며, 1925년 중외일보를 인수해 운영하기도 했다.
1930년대 들어 가산을 정리해 만주 지역으로 재차 망명한 뒤 옛 발해 지역에 발해농장과 발해학교를 설립하였다. 망명 후 그는 대동청년단 시절부터의 동지인 윤세복이 교주로 있는 대종교에 1931년 입교하고, 민족 정신의 창달에 힘썼다.
1942년 11월 일제가 윤세복 등 대종교 지도자들을 한꺼번에 검거한 임오교변(壬午敎變)으로 체포되었고, 여러 차례 고문 끝에 1943년 8월 3일 병보석으로 풀려났다가 몇 시간 뒤에 사망했다. 이 당시 헤이룽장성 액하감옥에서의 일제의 고문은 가혹했던 것으로 전해지며, 이로 인해 임오교변으로 체포된 21명 중 10명이 살아나오지 못했을 정도였다. 그는 이때 사망한 열명의 대종교인을 가리키는 대종교 순국십현(殉國十賢)의 한 사람이다.

## 사후
- 1962년 건국훈장 독립장이 추서되었다.
- 고향인 의령에 생가가 복원되어 있다.
- 부산에는 백산기념관이 세워져 있다.[1]

## 같이 보기
- 백산상회

## 참고 문헌
- 대한민국 국가보훈처, 이 달의 독립 운동가 상세자료 - 안희제 보관됨 2016-03-04 - 웨이백 머신, 1998년
- 한국민족문화대백과사전